# 季薩河 (奧卡河支流)
季薩河（俄语：Тисса）是俄羅斯的河流，屬於奧卡河的左支流，由布里亞特共和國負責管轄，河道全長130公里，流域面積2,850平方公里，河水主要來雨水，每年十月至翌年五月結冰。